# Adam Bandt

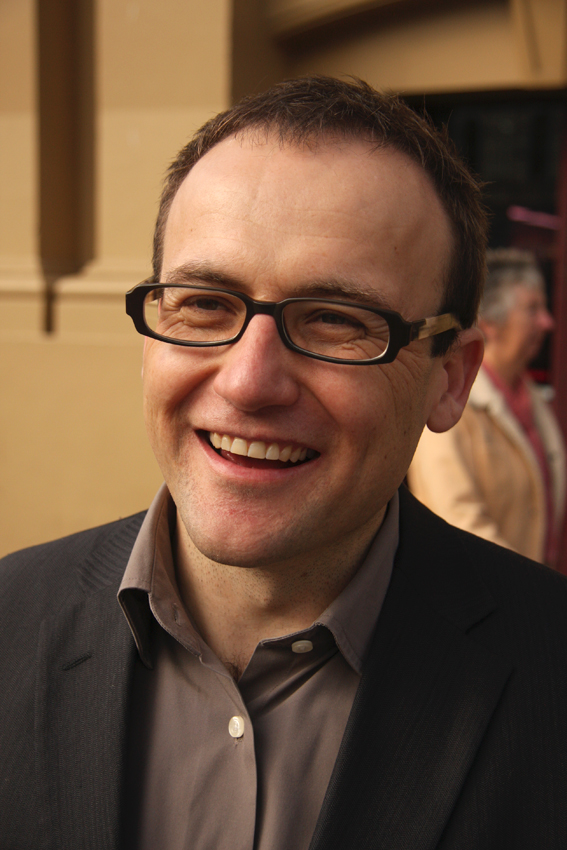
Adam Bandt (2010)

Adam Bandt (* 11. März 1972 in Adelaide) ist ein australischer Politiker und seit 2020 Vorsitzender der Australian Greens. 2010 gewann Bandt den Wahlkreis Melbourne für das australische Repräsentantenhaus und wurde damit der erste Vertreter der Grünen im Unterhaus. Bei der Parlamentswahl in Australien 2013 wurde er mit 42,6 % der Erststimmen und 55,2 % der Präferenzstimmen wiedergewählt.

## Biografie
Bandt wurde in Adelaide als Sohn von Allan und Moira Bandt geboren. Seine Mutter stammte aus England und war als Lehrerin tätig. Sein Vater arbeitete als Sozialarbeiter und später Personalberater. Auf Seiten seines Vaters hat Bandt auch deutsche Vorfahren. Die Familie zog später nach Perth in Westaustralien um, wo Bandt die Schule und Universität besuchte. Er studierte Rechtswissenschaft und arbeitete anschließend als Anwalt in Melbourne. An der Monash University erwarb er einen Doktorgrad (Ph.D.). Anfänglich war er in verschiedenen sozialistischen und linken Gruppen aktiv und schloss sich später den Australian Greens an. Bei der Parlamentswahl 2007 kandidierte er im Wahlkreis Melbourne erfolglos für die Australian Greens und 2008 wurde er in den Stadtrat von Melbourne gewählt. Seit der Parlamentswahl 2010 vertritt Bandt den Wahlkreis Melbourne im Parlament Australiens.

## Wahlergebnisse
| Wahl | Erste-Präferenz-Stimmen | Zwei-Kandidaten-Präferenz | Ergebnis      |
| ---- | ----------------------- | ------------------------- | ------------- |
| 2007 | 22,80 %                 | 45,29 %                   | nicht gewählt |
| 2010 | 36,17 %                 | 56,04 %                   | gewählt       |
| 2013 | 42,62 %                 | 55,27 %                   | gewählt       |
| 2016 | 43,75 %                 | 68,48 %                   | gewählt       |
| 2019 | 49,30 %                 | 71,83 %                   | gewählt       |
| 2022 | 49,62 %                 | 60,15 %                   | gewählt       |